# Шевремон, Жан-Батист де
Жан-Батист де Шевремон (фр. Jean-Baptiste de Chèvremont; 1640, Герцогство Лотарингия — 1702, Париж) — французский священнослужитель, аббат монастыря в Шевремоне, прозаик.
Служил секретарём герцога Лотарингии, имперского фельдмаршала Карла V (1643—1690).
Автор сочинений о путешествиях на Восток, аналитических публикаций о текущем состояние Польши, на богословские темы.

## Избранные сочинения
- «La connaissance du monde; voyages orientaux; nouvelle purement historique contenant l’histoire de Rhetina, sultane disgraciée» (Париж, 1695);
- «La France ruinée sous le règne de Louis XIV, par qui et comment ? avec les moyens de la rétablir en peu de temps» (Кёльн, 1696);
- «Histoire et les avantures de Kemiski, georgienne» (1697);
- «Christianisme éclairci sur les différends du temps en matière de quiétisme» (Амстердам, 1700);
- «L’etat actuel de la Pologne» (Кёльн, 1702).